# 洛尔奈
洛尔奈（法語：Lornay，法語發音：[lɔʁnɛ]）是法国上萨瓦省的一个市镇，属于阿讷西区。

## 地理
洛尔奈（45°54'59"N, 5°54'6"E）面积9.65 平方千米，位于法国奥弗涅-罗讷-阿尔卑斯大区上萨瓦省，该省份为法国东部省份，历史上为薩伏依的一部分，北与瑞士接壤，西接安省，南至萨瓦省，东与瑞士和意大利接壤。
与洛尔奈接壤的市镇（或旧市镇、城区）包括：莫村、绍塔涅地区塞里耶尔、莫伊、菲耶尔河畔瓦利耶尔。

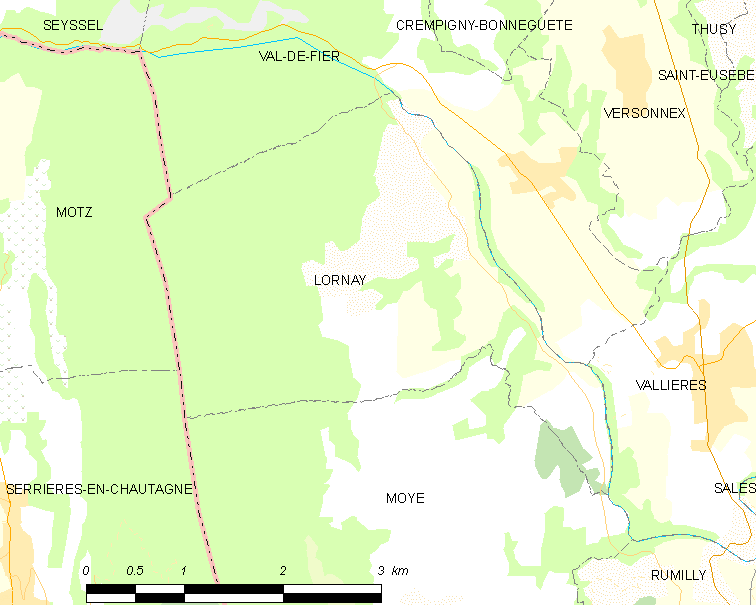
洛尔奈的OSM定位图

洛尔奈的时区为UTC+01:00、UTC+02:00（夏令时）。

## 行政
洛尔奈的邮政编码为74150，INSEE市镇编码为74151。

## 政治
洛尔奈所属的省级选区为吕米伊县。

## 人口

1962-2008年间洛尔奈人口变化图示

洛尔奈于2022年1月1日时的人口数量为585人。